# گونپانا گاباداگاما
گونپانا گاباداگاما (به لاتین: Gunnepana Gabadagama) یک منطقهٔ مسکونی در سری‌لانکا است که در استان مرکزی (سری‌لانکا) واقع شده‌است.